# Lingua udmurta
La lingua udmurta o udmurto (nome nativo Удмурт кыл, Udmurt kyl; in russo удмуртский язык, udmurtskij jazyk), chiamata anche votiaco, è una lingua uralica parlata in Russia.

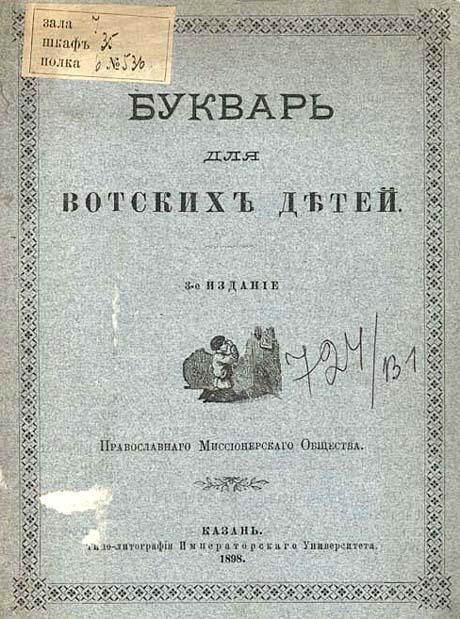
Libro di testo della Lingua udmurta del 1898 in russo

## Distribuzione geografica
Secondo l'edizione 2013 di Ethnologue, nel 2010 furono censiti 324.000 locutori di udmurto in Russia, stanziati principalmente nella repubblica di Udmurtia. Complessivamente, i locutori sono stimati in 339.800.

## Classificazione
L'udmurto appartiene alle lingue permiche.

## Sistema di scrittura
Per la scrittura vengono usati l'alfabeto cirillico e l'alfabeto latino.